# كارل دبليو. تومسون
كارل دبليو. تومسون (بالإنجليزية: Carl W. Thompson)‏ هو محامي وسياسي أمريكي، ولد في 15 مارس 1914 في واشنطن العاصمة في الولايات المتحدة، وتوفي في 19 سبتمبر 2002. حزبياً، نشط في الحزب الديمقراطي. وقد انتخب عضو جمعية ولاية ويسكونسن وانتخب عضو مجلس ولاية ويسكونسن.